# Max Brockhaus
Max Brockhaus (* 13. April 1867; † 9. März 1957 in Lörrach) war ein deutscher Musikverleger. Er war Gründer und Inhaber der Firma Max Brockhaus Musikverlag in Leipzig.

## Leben
Er war der Urenkel des Buchverlegers Friedrich Arnold Brockhaus (1772–1823) und über die Frau seines Großonkels Hermann (1806–1877), Ottilie Wilhelmine Brockhaus (1811–1883), der Schwester Richard Wagners, mit dieser Musikerfamilie verwandt. Rudolf Brockhaus war sein Vater. Da sein älterer Bruder Rudolf Brockhaus der Jüngere in den väterlichen Buchverlag eingetreten war, wählte  Max Brockhaus für sich eine Laufbahn als Musikverleger. Daher ging er in Leipzig bei dem Buch- und Musikalienhändler Ludwig Staackmann sowie im familiären Betrieb F.A. Brockhaus zur Lehre. Seine praktische Lehrzeit absolvierte er im Anschluss in Zürich, in Berlin, in Brüssel sowie zum Abschluss in London.
Am 1. Mai 1893 gründete er den nach ihm benannten Musikverlag in Leipzig. Dazu übernahm er den Katalog Hermann Haessel (Leipzig), Eduard Wedl (Wien) und einen Teil des Kataloges von Joseph Roth (Stuttgart). Firmensitz war zunächst das Geschäftshaus F. A. Brockhaus in der Querstraße, später in der Salomonstraße 17.
Neben seiner Haupttätigkeit als Verleger förderte er das Musikleben in Leipzig. Deshalb wurde er im November 1906 in das Kollegium des Gewandhauses berufen. Von 1929 bis 1932 war Max Brockhaus Vorsitzender dieses Gremiums. Im Jahre 1940 überließ Max Brockhaus seiner Tochter Elisabeth („Lilli“) Gruner die Verlagsleitung, die diese mit ihrem Ehemann Friedrich Gruner weiterführte. Beide mussten im Dezember 1943 die Zerstörung des Verlagshauses durch Bombentreffer erleben. 
Max Brockhaus verbrachte seine letzten Lebensjahre in Lörrach. Sein Grabstätte ist Teil des Familiengrabes, das sich auf dem Hauptfriedhof in Baden-Baden befindet.